# Шмеман Олександр Дмитрович
Олександр Дмитрович Шмеман (13 вересня 1921, Таллінн, Естонія — 13 грудня 1983, Крествуд, Йонкерс, штат Нью-Йорк, США) — священнослужитель Православної церкви в Америці, протопресвітер; богослов, автор книг на богословську тематику.

## Життєпис
1929 — після короткого перебування в Белграді перебрався до Парижу. У 1930—1938 рр. навчався в російському кадетському корпусі у Версалі, далі у французькому ліцеї Карно, який закінчив 1939 року.
1945 — закінчив Свято-Сергієвський православний богословський інститут (Париж). Під час навчання обрав спеціалізацією історію Церкви, ставши учнем Антона Карташова. Захистив кандидатську дисертацію про візантійську теократію. Навчався також у Сорбонні.
22 жовтня 1946 року архієпископом Володимиром (Тихоницьким), висвячений у сан диякона, а 20 листопада того ж року — в сан священика.
У 1945—1951 роках — викладач церковної історії у Свято-Сергіївському православному богословському інституті в Парижі. У 1959 році у Свято-Сергіївському православному богословському інституті захистив дисертацію «Введення в літургійне богослов'я» і став доктором богослов'я.
У 1946—1951 роках — помічник настоятеля церкви святих рівноапостольних Костянтина і Олени в Кламарі (Франція), редактор єпархіального журналу «Церковний вісник». 1951 року призначений настоятелем церкви Різдва Богородиці у Пті-Кламарі (Франція).
З 1951 року — доцент по кафедрі церковної історії та літургіки Свято-Володимирської духовної семінарії в США. Перейшов в юрисдикцію Північно-Американської митрополії. Почесний доктор церковних наук Грецького богословського інституту Святого Хреста в Бостоні, Генеральної богословської семінарії в Нью-Йорку і коледжу Лафайєт в Істоні. 1953 року возведений у сан протоієрея. З 1960 року — професор по кафедрі літургійного богослов'я цієї семінарії. З 1962-го до кінця життя був її деканом (керівником цього навчального закладу).
З 1964 року був членом митрополичої ради Північно-Американської митрополії. Зіграв значну роль у визнання її автокефалії Російською православною церквою, що призвело до перетворення 1970 року в Православну церкву в Америці. Того ж року возведений у сан протопресвітера (найвищий сан білого духовенства).
Викладав історію східного християнства в Колумбійському та Нью-Йоркському університетах, З'єднаної духовної семінарії та Генеральної богословської семінарії в Нью-Йорку. Протягом трьох десятиліть вів релігійну програму на радіо «Свобода».
У 1963—1979 роках був заступником голови Російського студентського християнського руху (РСХД) в Америці, в 1979—1983 роках — голова РСХД. Був членом православно-англіканського Співтовариства святого Албанія і Святого Сергія.

## Праці і спадщина
Основні праці протопресвітера Олександра Шмемана присвячені літургійному богослов'ю (особливу увагу він приділяв таїнства Євхаристії); книга «Історичний шлях православ'я» носить церковно-історичний характер. Книги протопресвітера Олександра Шмемана переведені на різні мови — англійська, французька, голландська, вони одержали досить широке поширення в Росії в 1990-ті роки і в наступний період.
До кінця життя прийшов до переконання, що «… тільки православ'я, як істина про Бога, про людину, про світ, як спільне бачення космосу, історії, есхатології і культури, сьогодні можна протиставити розкладанню і вмиранню світу, створеного християнством, але від якого він в божевіллі своєму відмовився. Але щоб це протиставлення було дієвим, треба щоб православ'я знову стало Божественною простотою, Благою звісткою в чистому вигляді, радістю, миром і правдою в Дусі Святому».
За словами Олени Дорман, «був він чоловік неймовірно дотепний, їдкий іноді, товариський, дуже цікавий до людей. Так доброзичливо-цікавий до людей».
У 2002 року англійською були опубліковані щоденники протопресвітера Олександра Шмемана, які містили точку зору автора на багато процесів, що відбувалися в православ'ї у XX столітті.
На думку католицького священика Роберта Тафта, «о. Олександр був харизматичний і дуже гарний чоловік, дуже виразний. Резонанс, який донині викликають його нечисленні роботи, я назвав би „феноменом Шмемана“. В наші дні практично неможливо почути лекцію про Літургію або про сучасне життя без єдиної цитати із Шмемана. Йому дійсно немає рівних у цьому відношенні».

## Родина
- Дід — Микола Едуардович Шмеман (1850—1928) — сенатор, член Державної ради, емігрант.
- Бабуся Ганна Андріївна Шмеман (до шлюбу Дурдина)— (1924).
- Батько — Дмитро Миколайович Шмеман (1893—1958) — офіцер лейб-гвардії Семенівського полку, емігрант.
- Мати — Ганна Тихонівна, до шлюбу Шишкова (1895—1981) — жила в еміграції.
- Брат-близнюк — Андрій Дмитрович (1921—2008) — іподиякон, був старостою в церкві Знамення Божої Матері, очолював Союз російських кадетів, працював у єпархіальній раді Російського Західно-Європейського екзархату Константинопольського патріархату.
- Сестра — Олена Дмитрівна (1919—1926).
- Дружина — Уляна Сергіївна, до шлюбу Осоргіну (1923—2017) — викладала французьку та російську мови в різних навчальних закладах в Нью-Йорку.
- Дочка — Анна, у шлюбі Хопко (р. 1944) — дружина протопресвітера Фоми Хопко, декана Свято-Володимирської духовної семінарії (1992—2002).
- Син — Сергій (р. 1945) — журналіст, лауреат Пулітцерівської премії (1990).
- Дочка — Марія, у шлюбі Ткачук (нар. 1948 — дружина протоієрея Івана Ткачука)

## Основні праці

### Статті
- Судьба византийской теократии. // Православная мысль. — 1947. — № 5. — C. 130—146
- Неизданное произведение св. Марка Ефесского «О воскресении» // Православная мысль. — 1951. — № 8. — C. 137—154
- Памяти отца Николая Афанасьева // Вестник РСХД, 1955. — № 82. — C. 65—68.
- О Церкви // Вестник РХД. — 2003. — № 186. — С. 17—34.

### Книги
- Церковь и церковное устройство: по поводу книги прот. Польского: «Каноническое положение высшей церковной власти в СССР и заграницей». — Париж: Церковный вестник, 1949. — 23, [1] с.
- Таинство Крещения. — Париж: Церковный вестник, 1951. — 31, [1] с.
  - О таинстве крещения. — [Б. м.]: [б. и.], [1992]. — 31 с.
  - Таинство крещения. — М.: Крутицкое патриаршее подворье, 1996. — 48 с. — (Богословская библиотека, кн. 2).
- Исторический путь православия. — Нью-Йорк: Изд-во им. Чехова, 1954. — 388, [3] с.
  - The historical road of Eastern Orthodoxy; transl. by Lydia W. Kesich. — London: Harvill press, cop. 1963. — VIII, 359 p.
  - Исторический путь Православия. — К.: Пролог, 2003. — 414 с. — (Церковь в России). — ISBN 966-96342-2-9.
  - Исторический путь Православия. — М.: Паломник, 2007. — 397, [2] с. — ISBN 5-88060-107-2.
  - Исторический путь Православия. — М.: Книжный клуб Книговек, 2010. — 538, [1] с. — (Русь православная: история православной церкви, жития святых, романы и повести о более чем тысячелетней истории православия на Руси). — ISBN 978-5-4224-0243-4.
- Введение в литургическое богословие.[недоступне посилання з травня 2019] — Париж: YMCA-Press, cop. 1961. — 247 с.
- For the Life of the World. — New York, 1963.
  - За жизнь мира / [пер. с англ. Л. Волхонской]. — New York: Effect publ., cop. 1983. — 103, [1] с. — (Religious books for Russia).
- Таинства и православие. — Нью-Йорк, 1965.
- Great Lent. — Crestwood (N. Y.), 1969.
  - Великий пост. — Paris: YMCA-press, cop. 1981. — 154 с.
  - Великий Пост / [крат. толкование; пер. с англ.]. — М.: Моск. рабочий, 1993. — 110, [1] с. — ISBN 5-239-01478-7.
  - Великий пост / [пер. с англ. матери Серафимы (Осоргиной)]. — М.: Паломникъ, 2000. — 157, [1] с.
  - Великий пост / [пер. с англ. матери Серафимы (Осоргиной)]. — М.: Патриаршее подворье храма-домового мц. Татианы при МГУ г. Москвы, 2016. — 190 с. — ISBN 5-901836-43-9.
- Знаменательная буря: несколько мыслей об автокефалии, церковном предании и экклезиологии. — [Париж]: [б. и.], [1971].
- Of Water and the Spirit: A Liturgical Study of Baptism. — Crestwood (N. Y.), 1974
  - Водою и Духом: О таинстве крещения. — Paris: YMCA-press, 1986. — 224 с. — ISBN 2-85065-090-0.
  - Водою и Духом: О таинстве крещения / [пер. с англ.]. — М.: Гнозис; Паломник, 1993. — 223, [1] с. — ISBN 5-87468-010-1.
  - Водою и духом: О таинстве крещения. — М.: Изд-во ПСТБИ, 2000. — 197, [1] с. — ISBN 5-7429-0105-4.
  - Водою и Духом: О таинстве крещения / [пер. с англ. И. З. Дьякова]. — М.: Паломникъ, 2001. — 223, [1] с. — ISBN 5-87468-010-1.
  - Водою и духом / [пер. с англ. И. З. Дьякова]. — М.: Православный Свято-Тихоновский гуманитарный ун-т, 2012. — 301, [2] с. — ISBN 978-5-7429-0416-8.
  - Водою и духом: о таинстве Крещения. — М.: Гранат, 2018. — 236 с. — ISBN 978-5-906456-26-7.
- О Солженицыне. — [Монреаль: б. и.], 1975. — 57 с.
- Евхаристия: Таинство Царства. — Париж, 1984.
  - Евхаристия: Таинство Царства. — 2-е изд. — Paris: YMCA-press, 1988. — 313 с. — ISBN 2-85065-053-6.
  - Евхаристия. Таинство Царства. — 2-е изд. — М.: Паломник, 1992. — 304 с. — ISBN 5-87468-006-3.
  - Евхаристия. Таинство царства. — М.: Паломникъ, 2001. — 310, [1] с. — ISBN 5-88060-004-1.
- Воскресные беседы. — Paris: YMCA-press, 1989. — 255, [1] с. — ISBN 2-85065-174-5.
  - Воскресные беседы. — М.: Паломник, 1993. — 247, [1] с. — ISBN 5-87468-012-8.
  - Воскресные беседы. — М.: Паломник, 2002. — 318, [1] с. — ISBN 5-87468-131-0.
  - Воскресные беседы. — М.: Паломник, 2008. — 347, [3] с. — ISBN 5-87468-131-0.
- Церковь, мир, миссия: Мысли о православии на Западе / [пер. с англ.]; [вступ. ст. протоиерея В. Асмуса]. — М.: Изд-во ПСТБИ, 1996. — 266, IV, [1] с. — ISBN 5-7429-0032-5.
- Проповеди и беседы. — М.: Паломникъ, 2000. — 206, [1] с. — ISBN 5-87468-083-7.
- Введение в богословие: Курс лекций по догматическому богословию. — М.; Париж; 1993.
- The Journals of Father Alexander Schmemann: 1973—1983. — Crestwood, 2002.
- Литургия жизни: христианское образование через литургический опыт. — М.: Паломник, 2002. — 158, [1] с. — ISBN 5-87468-143-4.
- Святая святым: размышления об исповеди и причащении Святых Таин. — Изд. 2-е, испр. и доп. — К.: Пролог, 2003. — 67 с. — (Les orandi). — ISBN 966-96342-7-X.
  - Святая святым: размышления об Исповеди и Причащении Святых Таин. — Изд. 3-е, доп. — К.: Центр православ. кн., 2004. — 124, [1] с.
  - Святая святым: размышления об исповеди и причащении Святых Таин. — Изд. 5-е. — М.; К.: Центр православной кн., 2008. — 127 с. — ISBN 978-966-96814-5-4.
- Богослужение и предание: богослов. размышления прот. Александра Шмемана. — М.: Паломник, 2005. — 223, [1] с. — ISBN 5-88060-037-8
- Дневники. 1973—1983 / сост., подгот. текста У. С. Шмеман, Н. А. Струве, Е. Ю. Дорман; предисл. С. А. Шмемана; примеч. Е. Ю. Дорман. — 4-е изд., испр.. — М.: Русский путь, 2005. — 720 с.
- Литургическое богословие отца Александра Шмемана / [сост. А. Чех]. — СПб.: Библиополис, 2006. — 438 с. — (Религиозно-философская библиотека). — ISBN 5-7435-0253-6.
- Беседы на Радио «Свобода» / [сост.: Юрий Терентьев]: В 2 т. — М., ПСТГУ, 2009; ISBN 978-5-7429-0407-6 Т. 1. — 2009. — 620 с.; Т. 2. — 2009. — 541 с.
- Собрание статей, 1947—1983 : [сборник] / [сост. и ред. Е. Ю. Дорман; предисл.: А. Кырлежев]. — М.: Русский путь, 2009. — 894, [1] с. — ISBN 978-5-85887-300-6.
- Вера и церковь: [сборник] / [сост. А. Яковлев]. — М.: Книжный клуб Книговек, cop. 2012. — 589, [1] с. — (Русь православная: история Православной церкви, жития святых, романы и повести о более чем тысячелетней истории Православия на Руси). — ISBN 978-5-4224-0479-7.
- «Я верю». Что это значит? О главном в христианстве [Текст]: беседы на Радио «Свобода» / [сост. Юрий Терентьев]. — М.: Эксмо, Православный Свято-Тихоновский гуманитарный ун-т, 2013. — 1155 с. — ISBN 978-5-699-68772-5.
- Литургия смерти и современная культура / [пер. с англ. Е. Ю. Дорман]. — М.: Гранат, 2013. — 174, [1] с. — ISBN 978-5-906456-02-1.
- Церковь в мире: сб. ст. / [сост. и ред. Е. Ю. Дорман]. — М.: Гранат, 2015. — 319 с. — ISBN 978-5-906456-14-4.
- Основы русской культуры: беседы на Радио Свобода, 1970—1971. — М.: Изд-во Православного Свято-Тихоновского гуманитарного ун-та, 2017. — 412, [3] с. — ISBN 978-5-7429-0497-7.